# Giovanni Oreste Villa
Giovanni Oreste Villa (Fubine, 16 ottobre 1903 – Alessandria, 24 luglio 1961) è stato un partigiano e politico italiano.

## Biografia
Di famiglia contadina, operaio all'Ilva di Bolzaneto, si iscrisse al Partito Comunista nel 1921, divenendo nel 1926 segretario della Federazione provinciale di Alessandria. Durante il fascismo fu arrestato per la prima volta nel 1931, deferito al Tribunale Speciale e condannato a sette anni di carcere.
Dopo il 1943 partecipò alla Resistenza nell'alessandrino e nel dopoguerra fu segretario della Federazione comunista di Alessandria fino al 1951. In seguito fu vicesindaco di Alessandria. Nel 1958 viene eletto deputato Camera dalla III legislatura, rimanendo in carica fino alla morte, sopraggiunta all'età di 57 anni nel luglio del 1961; nel suo seggio parlamentare subentra Giuseppe Biancani.